# Indicatiu (emissora de ràdio)

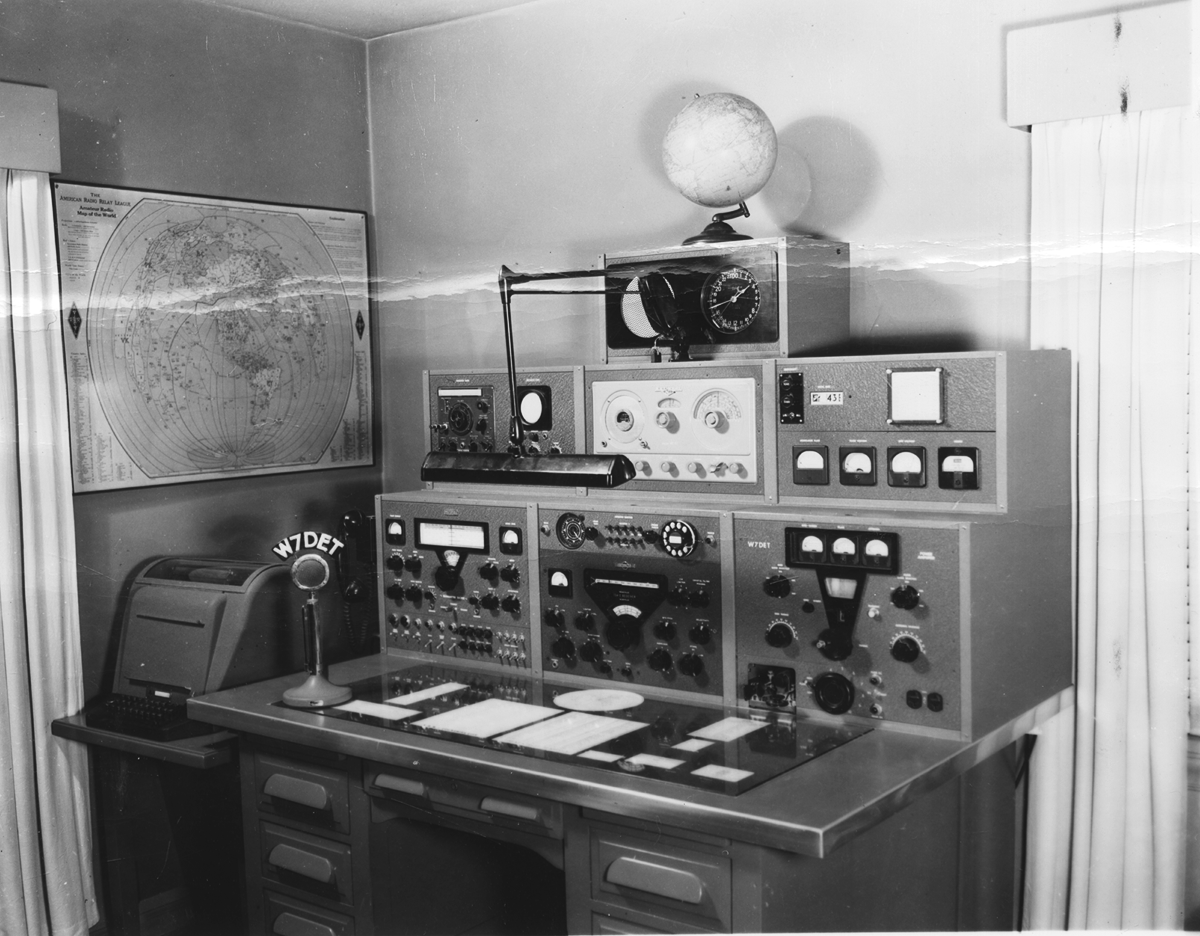
Emissora de radioaficionat. Seattle1957. El micròfon porta un cartell amb el codi indicatiu (W7DET)

En la radiodifusió i les comunicacions per ràdio, un codi indicatiu de trucada (també conegut com a nom de la trucada o lletres de trucada, i històricament com a senyal de trucada o abreujat com a trucada) és una designació única per a una estació de transmissor. En anglès rep el nom de call letters. Als Estats Units d'Amèrica, s'utilitzen per a tots els transmissors amb llicència d'FCC. Un signe de trucada pot ser assignat formalment per una agència governamental, informalment adoptada per particulars o per organitzacions, o fins i tot codificada criptogràficament per disfressar la identitat d'una estació.
L'ús dels senyals de trucada com a identificadors únics va néixer al sistema de telègraf de línia fixa de ferrocarril. Atès que només hi havia una línia de telègraf que unia totes les estacions de ferrocarril, calia una manera d'identificar cadascuna d'elles quan s'enviés un telegrama. Per tal d'estalviar temps, es van adoptar identificadors de dues lletres per a aquest fi. Aquest patró va continuar en l'operació de radiotelegrafia; les companyies de ràdio inicialment van assignar identificadors de dues lletres a estacions costaneres o a bord de vaixells al mar. Estrictament els codis no eren globalment únics, per la qual cosa es va afegir un identificador d'empresa d'una lletra (per exemple, "M" si era una estació Marconi i dues lletres darrere). El 1912, la necessitat d'identificar ràpidament les estacions operades per múltiples empreses en diverses nacions requeria un estàndard internacional; s'utilitzarà un prefix de la UIT per identificar un país i la resta d'indicatiu assignarà una estació individual en aquest país.